# 巴耶利峇空軍基地
巴耶利峇空军基地（英語：Paya Lebar Air Base），位於新加坡本島東部。它原本是新加坡第二個民用機場。

## 歷史

### 民用機場時期
由英國政府在1955年建造，在1955年8月20日開始運作，當時稱新加坡國際機場。（第一个民用機場是加冷機場）
巴耶利峇機場自1981年新加坡樟宜机场啟用後便轉換成軍事用途。

### 軍用、行政機場
2018年6月11日，美国总统唐纳德·特朗普的专机（空军一号）就在巴耶利峇機場降落。特朗普前来于新加坡是为了出席2018年朝美首脑会晤。

### 拆遷
预计于2030年，巴耶利峇空军基地将搬迁至樟宜东，这也指此處與附近的地段可以重新发展。这是因为建筑物无需要受高度限制。这计划是由新加坡总理于2017年国庆群众大会中首次提及。
空军基地下有三个飞行中队：
- 新加坡空军第122中队（10架C-130运输机）
- 新加坡空军第142中队（15架F-15SG攻击鹰）
- 新加坡空军第149中队（24架F-15SG攻击鹰）

此外，美国空军第497战斗训练中队也驻扎于此地。